# Бескепе (Туркестанская область)
Бескепе (каз. Бескепе) — село в Сайрамском районе Туркестанской области Казахстана. Входит в состав Карасуского сельского округа. Код КАТО — 515257300.

## Население
В 1999 году население села составляло 276 человек (138 мужчин и 138 женщин). По данным переписи 2009 года, в селе проживало 346 человек (169 мужчин и 177 женщин).